# Wapen van Grijpskerk

Het wapen van Grijpskerk

Het wapen van Grijpskerk werd op 4 november 1903 per Koninklijk Besluit aan de Groninger gemeente Grijpskerk toegekend. Het wapen bleef tot 1 januari 1990 in gebruik, dat jaar is Grijpskerk opgegaan in de toenmalige gemeente Zuidhorn.

## Blazoenering
De blazoenering van het wapen luidde als volgt:
Doorsneden; I van azuur met een gaande griffioen of grijp zonder vleugels van goud; II van sabel met een kerk van zilver met de toren aan de rechterzijde. Het schild gedekt door eene vijfbladerige kroon van goud.
Het wapen bestaat uit een boven- en ondergedeelte. Het bovenste deel is blauw met daarop een gouden vleugelloze griffioen. In het onderste deel een zilveren kerk, met aan de heraldisch rechterzijde een kerktoren, op een zwart veld. Op het schild staat een markiezenkroon

## Symboliek
Door in het bovenste deel een grijpvogel (ook bekend als griffioen) en in het onderste deel een kerk te plaatsen is dit wapen een sprekend wapen. De grijpvogel is eveneens het symbool van de familie Grijp. De kerk verwijst naar Nicolaas Grijp, die de kerk in Grijpskerk gesticht heeft.
Na de gemeentelijke fusie in 1990 is de griffioen als schildhouder in het wapen van Zuidhorn terechtgekomen. Nu wel met vleugels.

## Overeenkomstige wapens
Op historische gronden kan het wapen van Grijpskerk vergeleken worden met het volgende wapen:

Het wapen van Zuidhorn

Adorp
· Aduard
· Appingedam
· Baflo
· Bedum
· Beerta
· Bellingwedde
· Bellingwolde
· Bierum
· De Marne
· Delfzijl 
· Eemsmond
· Eenrum
· Ezinge
· Finsterwolde
· Grijpskerk
· Grootegast
· Haren
· Hefshuizen
· Hoogezand
· Hoogezand-Sappemeer
· Hoogkerk
· Kantens
· Kloosterburen
· Leek
· Leens
· Loppersum
· Marum
· Meeden
· Menterwolde
· Middelstum
· Midwolda
· Muntendam
· Nieuweschans
· Nieuwe Pekela
· Nieuwolda
· Noordbroek
· Noorddijk
· Oldehove
· Oldekerk
· Onstwedde
· Oosterbroek
· Oude Pekela
· Reiderland
· Sappemeer
· Scheemda
· Slochteren
· Stedum
· Ten Boer
· Termunten
· Uithuizen
· Uithuizermeeden
· Ulrum
· Usquert
· Vlagtwedde
· Warffum
· Wedde
· Wildervank
· Winschoten
· Winsum
· 't Zandt
· Zuidbroek
· Zuidhorn